# Гаур (город)
Гаур (бенг. গৌড়) или Лакхнаути — исторический город, располагавшийся на территории современного района Малда в индийском штате Западная Бенгалия.

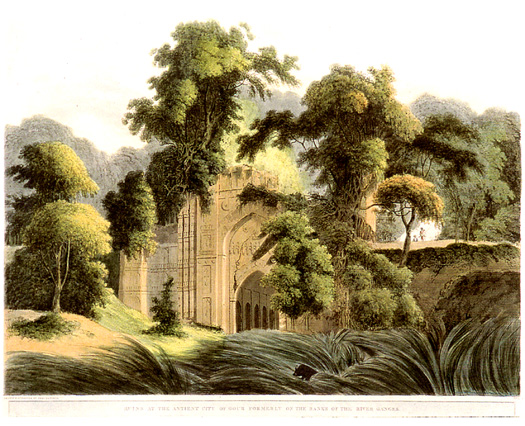
Руины Гаура

Легенды утверждают, что город был основан Лакшманой, поэтому его древнее название — Лакшманавати, что постепенно исказилось в «Лакхнаути». Связан с государством Гаудадеша. В VII веке здесь был избран голосованием первый буддийский правитель Бенгалии — Гопала, который основал империю Пала, просуществовавшую четыре столетия. Город процветал и при династии Сена, однако наиболее документированный период его истории начинается после захвата мусульманами в 1198 году, сделавшими его своей бенгальской столицей на следующие три века. В середине XIV века образовался независимый Бенгальский султанат, и столица была перенесена в другое место (также в районе Малда); для строительства новой столицы султаны разграбили Гаур, вывезя всё, что только было можно. В 1453 году Гаур (под названием Джаннатабад) стал столицей вновь. В 1539 году Шер-шах разграбил Гаур, и в 1565 году столица Бенгалии была перенесена в город Танда. В 1575 году Муним-хан — генерал Акбара — оккупировал Гаур. Разразившаяся затем эпидемия чумы и смена течения Ганга довершили упадок города. С того времени он представляет собой руины, покрытые джунглями.